# الظهرة (السياني)

تعديل مصدري - تعديل

الظهرة هي إحدى قرى عزلة نخلان بمديرية السياني التابعة لمحافظة إب، بلغ تعداد سكانها 968 نسمة حسب تعداد اليمن لعام 2004.